# HMS Valiant (1863)
Panserskibet HMS Valiant og søsterskibet Hector var større og hurtigere udgaver af den foregående Defence-klasse. Selv om de således var kraftigere skibe, var de stadig en slags anden-klasses panserskibe og dermed beregnet til nærforsvar af de britiske øer. Som de første britiske panserskibe havde de pansring langs hele skroget – efter fransk model. Navnet Valiant betyder "modig" eller "beslutsom". Skibet var det fjerde af seks i Royal Navy med dette navn.

## Tjeneste
Bygningen af Valiant blev en hel del forsinket, fordi værftet Westwood & Baillie gik konkurs, så skibet måtte færdigbygges på Thames Ironworks. Da søsterskibet Hector var gjort klar til omarmering med kraftigere kanoner, ønskede Royal Navy det samme artilleri i Valiant, inden det blev afleveret. Fra 1868 til 1885 lå skibet som vagtskib ved Sydirland, kun afbrudt af eftersyn samt deltagelse i den eskadre, der blev udrustet i Sydengland i sommeren 1878, da der var frygt for krig mod Rusland. Fra 1885 var Valiant blot til rådighed, og udrustningen blev efterhånden fjernet. I 1898 blev det en stationær del af fyrbøderskolen Indus. I 1915 blev skibet lagerrum for spærreballoner, og navnet blev ændret til Valiant III. I 1926 blev det ombygget til flydende olielager og flyttet til Hamoaze. Skibet blev solgt i 1955 og ophugget i 1957. Den manglende tjeneste i den aktive flåde skyldes blandt andet, at skibet med sit korte, brede skrog og lave tyngdepunkt var en dårlig sejler, hvilket stadig var betydningsfuldt på den tid.